# Xã Pettus, Quận Lonoke, Arkansas
Xã Pettus (tiếng Anh: Pettus Township) là một xã thuộc quận Lonoke, tiểu bang Arkansas, Hoa Kỳ. Năm 2010, dân số của xã này là 168 người.